# روزبهان فريج
روزبهان رائد فريج (7 أبريل 2000)،  هي لاعبة كرة قدم أردنية تلعب كمدافعة لنادي الاتحاد الأردني والمنتخب الأردني للسيدات.

## الأهداف الدولية
| #  | تاريخ         | مكان                               | الخصم | الأهداف | نتيجة | مسابقة                 |
| -- | ------------- | ---------------------------------- | ----- | ------- | ----- | ---------------------- |
| 1. | 3 سبتمبر 2021 | ملعب المقاولون العرب، القاهرة، مصر | مصر   | 3 -1    | 5-2   | كأس العرب للسيدات 2021 |
| 2. | 3 سبتمبر 2021 | ملعب المقاولون العرب، القاهرة، مصر | مصر   | 5 -2    | 5-2   | كأس العرب للسيدات 2021 |

## روابط خارجية
- روزبهان فريج – سجل منافسات الفيفا
- روزبهان فريج  على سكروي